# Will Gregory
William Owen Gregory, noto come Will Gregory (Bristol, 17 settembre 1959), è un produttore discografico e musicista britannico, noto per essere uno dei due membri fondatori del gruppo Goldfrapp.

## Biografia
Nato a Bristol, ha studiato a New York e ha iniziato a suonare nei primi anni '80 collaborando anche con i Tears for Fears. Negli anni '90 ha lavorato con The Cure, Portishead, Tori Amos, Peter Gabriel e London Sinfonietta. Nel 1999 ha fondato con la cantante Alison Goldfrapp il duo di musica elettronica/pop Goldfrapp, in cui Will Gregory è principalmente tastierista e produttore. Ha collaborato nuovamente con i Portishead per l'album Third (2008). Nel 2011 ha realizzato la sua prima opera, dal titolo Piccard in Space, che ha debuttato alla Queen Elizabeth Hall di Londra.